# Saint-Amadou

Saint-Amadou este o comună în departamentul Ariège din sudul Franței. În 1 ianuarie 2022 avea o populație de 272 de locuitori.